# TRIGA

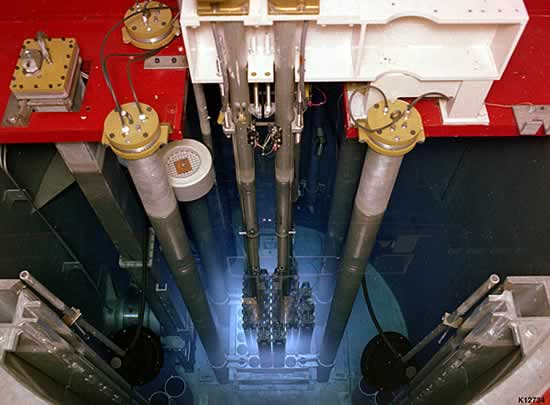
Núcleo del reactor TRIGA.

TRIGA —acrónimo de Training, Research, Isotopes, General Atomics— es un tipo de pequeño reactor nuclear diseñado y fabricado por General Atomics de Estados Unidos. El equipo de diseño del TRIGA fue dirigido por el físico Freeman Dyson.
TRIGA es un reactor de tipo estanque que se puede instalar sin necesidad de estructura de contención, y está diseñado para su uso por instituciones científicas y universidades con fines tales como la enseñanza para licenciaturas, investigación comercial privada, pruebas no destructivas y producción de isótopos.
El reactor TRIGA utiliza como combustible el hidruro de uranio-zirconio (UZrH) y su diseño tiene un coeficiente rápido de temperatura negativo, en el sentido de que a medida que la temperatura del núcleo sube, la eficiencia del reactor disminuye – de tal modo que resulta imposible que se produzca su fusión. Inicialmente, TRIGA se diseñó para funcionar con uranio altamente enriquecido, pero en 1978 el Departamento de Energía de los Estados Unidos, lanzó su programa de enriquecimiento reducido para los reactores de prueba para investigación, que motivó la conversión del reactor al combustible de uranio de bajo enriquecimiento.
El prototipo del reactor nuclear TRIGA (TRIGA Mark I) fue autorizado el 3 de mayo de 1958 en San Diego y funcionó hasta su apagado en 1997. Se le ha considerado como un hito en la historia nuclear por la American Nuclear Society. 
Mark II, Mark III y otras versiones del diseño del TRIGA se han fabricado posteriormente.
Se han instalado un total de 35 reactores TRIGA en diversas localidades de Estados Unidos.
Otros 35 reactores se han instalado en otros países. Muchas de estas instalaciones fueron promovidas por la política de Átomos para la paz 1953 del presidente Eisenhower, que buscaba extender el acceso a la física nuclear a países en el ámbito de influencia americana. En consecuencia, se pueden encontrar reactores TRIGA en países tan diversos como Austria, Eslovenia, Italia, Japón, Congo, Colombia, Brasil, Vietnam, Irán y México.
En 1996, se fundó TRIGA International, una empresa conjunta de General Atomics y CERCA — una subsidiaria de Framatome de Francia —. Desde entonces los conjuntos de combustible para TRIGA se han fabricado en la planta de CERCA en Romans, Francia.
General Atomics ha proyectado nuevas instalaciones TRIGA en Marruecos, Tailandia y Rumanía.
Algunos de los más importantes competidores de General Atomics en el suministro de reactores de investigación son Framatome de Francia y Siemens AG de Alemania.